# Landstalker: The Treasures of King Nole
Landstalker: The Treasures of King Nole är ett isometriskt action RPG till Sega Mega Drive, utvecklat av Climax Entertainment 1992.